# Canthidium chrysis
Canthidium chrysis är en skalbaggsart som beskrevs av Fabricius 1801. Canthidium chrysis ingår i släktet Canthidium och familjen bladhorningar. Inga underarter finns listade.